# Монтефальконе-Аппеннино
Монтефальконе-Аппеннино (итал. Montefalcone Appennino) —  коммуна в Италии, располагается в регионе Марке, в провинции Фермо.
Население составляет 520 человек (2008 г.), плотность населения составляет 32 чел./км². Занимает площадь 16 км². Почтовый индекс — 63020. Телефонный код — 0734.
Покровителем коммуны почитается святой архангел Михаил, празднование 8 мая.

## Демография
Динамика населения:

## Администрация коммуны
- Официальный сайт: http://www.montefalcone.it/